# Interceptor (jeu vidéo, 1975)
Pour les articles homonymes, voir Interceptor.
Interceptor (インターセプター) est un jeu vidéo sorti au Japon en 1975 sur borne d'arcade. Le jeu a été conçu par Tomohiro Nishikado.

## Système de jeu
Interceptor utilise un joystick à 8 directions pour déplacer un viseur sur l'écran. Le joueur doit viser des avions volant par formations de deux, pouvant changer d'échelle en fonction de la distance les séparant du joueur.